# Orazio Comes
Orazio Comes (Monopoli, 11 novembre 1848 – Portici, 13 ottobre 1917) è stato un botanico italiano.

## Biografia
Diresse dal 1906 sino al 1917 l'Istituto superiore agrario di Portici, nel quale già dal 1877 aveva cominciato ad insegnare grazie a Vincenzo Cesati come assistente di Nicola Pedicino per la cattedra di botanica, al quale successe nel 1880.
Dei suoi scritti, si ricordano quelli inerenti alla fisiologia e la patologia vegetale dei funghi del napoletano e delle piante agrarie, quali il fagiolo e il tabacco.

## Riconoscimenti
Nel 1958 gli viene intitolato il museo botanico presente nel sito reale di Portici.
Ad Orazio Comes sono intitolate inoltre un plesso dell'Istituto comprensivo Da Vinci Comes di Portici, una piazzetta situata in una traversa di via Diaz (Portici) e un Istituto Comprensivo a Monopoli (BA) "M. Jones - O. Comes", il cui plesso "O. Comes" è situato precisamente nella vicina contrada di Antonelli.

## Opere
- Observations on some species of Neapolitan fungi. Grevillea 7 (43): 109-114 [Nº 1-7]
- Illustrazione delle piante rappresentate nei dipinti pompeiani, 1879
- Botanica generale ed agraria, 1884
- Crittogamia agraria, 1891
- La profilassi nella patologia vegetale, 1916